# الدوري العراقي الدرجة الثانية 2024–25
الدوري الدرجة الثانية العراقي 2024–25 هو المستوى الرابع في دوري كرة القدم في العراق.

## أندية موسم 2024–25
- الخطوط
- الموارد المائية
- التجارة
- السكك
- آليات الشرطة

الكوت

النعمانية

الصويرة

سفوان

الزبير

الخالص

جديدة الشط

- آل بدير
- الخضر
- الخطوط
- الجوهرة
- الصويرة
- النعمانية
- الكوت
- الخالص
- جديدة الشط
- آرارات
- الموارد المائية
- التجارة
- السكك
- الطوز
- سفوان
- الزبير
- تشرين
- أبو ريشة
- مصافي الشمال
- آليات الشرطة